# Aeonium urbicum
Aeonium urbicum és una espècie de planta fanerògama subtropical amb fulles suculentes que pertany al gènere Aeonium de la família de les crassulàcies.

## Distribució geogràfica
A. urbicum és un endemisme de Tenerife a les Illes Canàries.

## Distribució
Pertany al grup d'espècies arbustives que tenen tiges sense ramificar amb una roseta que té fins a 50 cm de diàmetre. Es diferencia d'espècies similars, com Aeonium appendiculatum Bañares per les seves inflorescències piramidals de grans dimensions que assoleixen els 90 cm d'alçada, que són glabres i amb flors rosades o blanc-verdoses, els estils apicals són divergents. Les tiges són escamoses. En general, la planta es mor després de florir.

## Taxonomia
Aeonium urbicum va ser descrita per (C.Sm.) Webb i Berthel. i publicat a Histoire Naturelle des Îles Canaries 2(1): 194. 1841.
Etimologia
aeonium: nom genèric del llatí aeonium, aplicat per Dioscòrides Pedaci a una planta crassa, probablement derivat del grec aionion, que significa 'sempre viva'.
urbicum: epítet que prové del llatí i significa 'urbà', fent referència al fet que és freqüent trobar aquesta planta créixer en parets o teulades d'habitatges.
Sinonímia
- Aeonium pseudourbicum Bañares
- Sempervivum urbicum Chr.Sm. ex-Buch[1]